# Outrageous Fortune (serie de televisión)
Outrageous Fortune es una serie neozelandesa producida por South Pacific Pictures en el año 2005 y finalizada en su sexta temporada en 2010.

## Argumento
Una familia de ladrones decide enderezar su vida después de que el padre sea encarcelado. Los personajes principales se debaten entre lo bueno y lo malo según sus valores respectivos - la ley, el código delictivo de honor, la lealtad a la familia, y el respeto.

## Reparto
Principales
- Robyn Malcolm as "Cheryl West" (temporadas 1–6).
- Antony Starr como "Jethro West" y "Van West" (temporadas 1–6).
- Siobhan Marshall como "Pascalle West" (temporadas 1–6).
- Antonia Prebble como "Loretta West" (temporadas 1–6).
- Frank Whitten como "Ted West" (temporadas 1–6).
- Kirk Torrance como el "Wayne Judd" (temporadas 1–6).
- Stella King como "Jane West" (temporadas 3–6).

Recurrentes
- Grant Bowler como "Wolfgang West" (temporadas 1,2 y 4; e invitado en 3 y 5).
- Tammy Davis como "Jared 'Munter' Mason" (temporadas 1–2, y principal 3–6).
- Nicole Whippy como "Kasey (recurrente temporadas 1–2 y regular 3–6).
- Claire Chitham como "Aurora Bay (temporadas 2–3).
- Shane Cortese como "Hayden Peters (recurrente temporadas 2–3 y regular temporadas 4–6).
- Tyler-Jane Mitchel como "Sheree Greegan" (invitado temporadas 3, 6 y regular 4–5).
- Rohan Glynn como "Detective Glenn Hickey" (recurrente 1–3).

## Temporadas
| Temporada | Temporada | Episodios | Episodios | Emisión original        | Emisión original        |
| Temporada | Temporada | Episodios | Episodios | Primera emisión         | Última emisión          |
| --------- | --------- | --------- | --------- | ----------------------- | ----------------------- |
|           | 1         | 13        | 13        | 12 de julio de 2005     | 4 de octubre de 2005    |
|           | 2         | 16        | 16        | 5 de septiembre de 2006 | 19 de diciembre de 2006 |
|           | Especial  | Especial  | Especial  | 26 de diciembre de 2006 | 26 de diciembre de 2006 |
|           | 3         | 22        | 22        | 17d e julio de 2007     | 11 de diciembre de 2007 |
|           | 4         | 18        | 18        | 17 de junio de 2008     | 14 de octubre de 2008   |
|           | 5         | 19        | 19        | 2 de junio de 2009      | 6 de octubre de 2009    |
|           | 6         | 18        | 18        | 13 de julio de 2010     | 9 de noviembre de 2010  |

## Banda sonora
La banda sonora de la serie se basa principalmente en música neozelandesa. El tema principal "Gutter Black", está compuesto por Hello Sailor. Grupos como The Exponents, Opshop, Goodnight Nurse y The Black Seeds también participan en el disco.

### Lista de canciones
1. "Gutter Black" interpretada por Hello Sailor.
2. "Buck It Up" interpretada por Goodshirt.
3. "Beers" interpretada por Deja Voodoo.
4. "All Aboard" interpretada por The Datsuns.
5. "Be Mine Tonight" interpretada por Th'Dudes.
6. "Feel So Good" interpretada por The Spelling Mistakes.
7. "B Your Boy" interpretada por Voom.
8. "Run Run Run" interpretada por Goldenhorse.
9. "I'll Say Goodbye" interpretada por The Exponents.
10. "Won't Give In" interpretada por Finn Brothers.
11. "No Ordinary Thing" interpretada por Opshop.
12. "Beach In Cali High" interpretada por Gasoline Cowboy.
13. "80's Celebration" interpretada por The Reduction Agents.
14. "Lock And Load" interpretada por Paseload.
15. "Jesus For The Jugular" interpretada por The Veils.
16. "Mine" interpretada por Dimmer.
17. "Let's Get Down" interpretada por The Black Seeds.
18. "God Left Town" interpretada por Calico Brothers.
19. "Save Yourself" interpretada por Greg Johnson.
20. ""All For You" interpretada por Goodnight Nurse.
21. "Titirangi Thugs" interpretada por Dogs Of War.

## Premios y nominaciones
- New Zealand TV Awards for 2005

- Best Actor: Antony Starr
- Best Actress : Robyn Malcolm
- Best Director: Mark Beesley
- Best Drama
- Best Editing: Nicola Smith
- Best Script: Rachel Lang

- TV GUIDE Best on the Box

- Best Actress: Robyn Malcolm
- Best Drama

- Woman's Day Reader's Choice

- Favourite Female Personality: Robyn Malcolm

- Air NZ Screen Award 2006

- Best Drama Programme for episode 4
- Best Drama Series

- Air New Zealand Screen Awards for 2007

- Best Actor: Antony Starr
- Best Actress: Robyn Malcolm
- Best Drama Programme
- Best Supporting Actor: Frank Whitten.

- 2008 Qantas Film and Television Awards

- Achievement in Editing – Drama/Comedy Programme: Bryan Shaw
- Best Script – Drama/Comedy Programme: Rachel Lang
- Performance by an Actor in General Television: Antony Starr
- Performance by an Actress in General Television: Robyn Malcolm
- Performance by a Supporting Actor in General Television: Tammy Davis
- Performance by a Supporting Actress in General Television: Antonia Prebble
- Sony Achievement in Directing – Drama/Comedy Programme: Mark Beesley.